# Чемпионат мира по футболу 2006 (отборочный турнир)
Отборочные соревнования чемпионата мира по футболу 2006, финальный турнир которого состоялся в Германии, проводились с сентября 2003 года по ноябрь 2005-го. Всего 197 стран мира подали заявки на участие в ЧМ-2006. Всего в отборе приняли участие 196 команд, разделённых на 6 географических зон. Команда Германии как хозяйка чемпионата автоматически квалифицировалась в финальный турнир.

## Европа (УЕФА)
Участвовала 51 команда, из них в финальный турнир вышло 13:
| - Англия - Испания - Италия - Нидерланды - Польша - Португалия - Сербия и Черногория | - Украина - Франция - Хорватия - Чехия - Швейцария - Швеция |

Команды Украины и Чехии как отдельные государства впервые пробились в финальный турнир чемпионата мира. На чемпионат не отобрались действовавший чемпион Европы Греция и бронзовый призёр предыдущего чемпионата мира 2002 Турция.

## Азия (АФК)
Участвовало 39 команд, из них 4 вышли напрямую в финальный турнир, команда Бахрейна участвовала в межконтинентальных стыковых матчах.
- Иран
- Республика Корея
- Саудовская Аравия
- Япония

## Африка (КАФ)
Участвовала 51 команда, из них 5 вышло в финальный турнир.
- Ангола
- Гана
- Кот-д’Ивуар
- Того
- Тунис

Дебютантами чемпионата мира стали Ангола, Гана, Кот-Д’Ивуар и Того. Участники предыдущего чемпионата мира —   Камерун, Нигерия и Сенегал — потерпели неудачу.

## Северная Америка (КОНКАКАФ)
Участвовали 34 команды, из них 3 вышли в финальный турнир напрямую. Команда Тринидада и Тобаго прошла на свой первый в истории чемпионат мира через межконтинентальные стыковые матчи.
- Коста-Рика
- Мексика
- США
- Тринидад и Тобаго

## Южная Америка (КОНМЕБОЛ)
Участвовало 10 команд, из них 4 вышли напрямую, а команда Уругвая участвовала в межконтинентальных стыковых матчах.
- Аргентина
- Бразилия
- Парагвай
- Эквадор

## Океания (ОФК)
Отборочный турнир в зоне Океании состоял из трёх этапов:

### Первый этап
10 команд в двух группах определили четырёх участников второго этапа, этот этап также служил отборочным турниром Кубка наций ОФК 2004.

### Второй этап
4 победителя первого этапа,  Австралия и  Соломоновы Острова в групповом турнире определили двух участников третьего этапа, этот этап также являлся групповым этапом Кубка наций ОФК 2004.

### Третий этап
2 победителя второго этапа в двух матчах определили участника стыковых матчей Южная Америка — Океания.
| 3 сентября 2005 19:30                                                                  | \| Австралия \| 7:0 \| Соломоновы Острова \| \| Чулина 20′ · Видука 36′, 43′ · Кэхилл 57′ · Чипперфилд 64′ · Томпсон 68′ · Эмертон 89′ \| Голы \| \| | Сиднейский футбольный стадион, Сидней Зрителей: 60 000 Судья: Субхиддин Мохд Саллех |
| Австралия                                                                              | 7:0 | Соломоновы Острова                                                                  |
| Чулина 20′ · Видука 36′, 43′ · Кэхилл 57′ · Чипперфилд 64′ · Томпсон 68′ · Эмертон 89′ | Голы |                                                                                     |

| 6 сентября 2005 13:00 | \| Соломоновы Острова \| 1:2 \| Австралия \| \| Фаародо 49′ \| Голы \| 19′ Томпсон · 58′ Эмертон \| | Лоусон Тама, Хониара Зрителей: 30 000 Судья: Шамсул Майдин |
| Соломоновы Острова    | 1:2                                                                                                 | Австралия                                                  |
| Фаародо 49′           | Голы                                                                                                | 19′ Томпсон · 58′ Эмертон                                  |

## Стыковые матчи Азия — Северная Америка
По одной команде из зон АФК и КОНКАКАФ играли между собой два матча: дома и в гостях. Победитель вышел в финальный турнир.
| 12 ноября 2005    | \| Тринидад и Тобаго \| 1:1 \| Бахрейн \| \| Бёрчелл 76′ \| Голы \| 72′ Гулум \| | Стадион имени Хейсли Кроуфорда, Порт-оф-Спейн Зрителей: 24 991 Судья: Марк Шилд |
| Тринидад и Тобаго | 1:1                                                                              | Бахрейн                                                                         |
| Бёрчелл 76′       | Голы                                                                             | 72′ Гулум                                                                       |

| 16 ноября 2005 | \| Бахрейн \| 0:1 \| Тринидад и Тобаго \| \| \| Голы \| 49′ Лоуренс \| | Бахрейнский национальный стадион, Эр-Рифа Зрителей: 35 000 Судья: Оскар Руис |
| Бахрейн        | 0:1                                                                    | Тринидад и Тобаго                                                            |
|                | Голы                                                                   | 49′ Лоуренс                                                                  |

 Тринидад и Тобаго получил путёвку.

## Стыковые матчи Южная Америка — Океания
По одной команде из зон КОНМЕБОЛ и ОФК играли между собой два матча: дома и в гостях. Победитель вышел в финальный турнир.
| 12 ноября 2005  | \| Уругвай \| 1:0 \| Австралия \| \| Д. Родригес 37′ \| Голы \| \| | Сентенарио, Монтевидео Зрителей: 55 000 Судья: Клаус Бо Ларсен |
| Уругвай         | 1:0                                                                | Австралия                                                      |
| Д. Родригес 37′ | Голы                                                               |                                                                |

|  | Фабиан Карини 63' Диего Лопес Карлос Диого Паоло Монтеро Дарио Родригес Диего Перес Пабло Гарсия Альваро Рекоба Ричард Моралес 62' Марсело Салайета 18' Диего Форлан ----------------------Запасные---------------------- Дарио Сильва 18' Фабиан Эстоянофф 62' Гильермо Родригес 63' Себастьян Вьера Алехандро Лаго Гонсало Сорондо Марсело Соса |  | Марк Шварцер Тони Видмар Лукас Нил Тони Попович Бретт Эмертон Джейсон Чулина Скотт Чипперфильд Винченцо Грелла Арчи Томпсон 52' Тим Кэхилл Марк Видука 79' ----------------------Запасные---------------------- 52' Марк Брешиано 79' Джон Алоизи Желько Калац Стэн Лазаридис Любо Миличевич Йосип Скоко Харри Кьюэлл |  |

| 16 ноября 2005 | \| Австралия \| 1:0 (пен. 4:2) \| Уругвай \| \| Брешиано 35′ \| Голы \| \| | Тельстра, Сидней Зрителей: 82 698 Судья: Луис Медина Канталехо |
| Австралия      | 1:0 (пен. 4:2)                                                             | Уругвай                                                        |
| Брешиано 35′   | Голы                                                                       |                                                                |

|  | Марк Шварцер Лукас Нил 32' Тони Попович Тони Видмар 96' Брешиано Тим Кэхилл Скотт Чипперфильд Джейсон Чулина 111' Бретт Эмертон Винченцо Грелла Марк Видука ----------------------Запасные---------------------- Харри Кьюэлл 32' Джон Алоизи 96' Йосип Скоко 111' Желько Калац Стэн Лазаридис Любо Миличевич Арчи Томпсон |  | Фабиан Карини Карлос Диого Диего Лугано Паоло Монтеро 82' Дарио Родригес Гильермо Родригес Пабло Гарсия Альваро Рекоба 73' Густаво Варела Ричард Моралес Марио Регейро 98' ----------------------Запасные---------------------- 73' Марсело Салайета 82' Марсело Соса 98' Фабиан Эстоянофф Себастьян Вьера Алехандро Лаго Гонсало де лос Сантос Дарио Сильва |  |

| Серия пенальти:                                                                     |     |                                                                                                   |
| Харри Кьюэлл : · Лукас Нил : · Тони Видмар : · (мимо) Марк Видука : · Джон Алоизи : | 4:2 | : Дарио Родригес (вратарь) · : Густаво Варела · : Фабиан Эстоянофф · : Марсело Салайета (вратарь) |

 Австралия получила путёвку.